# Albert Geyer
Pour les articles homonymes, voir Geyer.
Albert Geyer (né le 17 mai 1846 à Charlottenbourg et mort le 14 septembre 1938 à Berlin) est un architecte allemand et fonctionnaire du bâtiment prussien qui travaille également comme historien du bâtiment.

## Biographie
Né le 17 mai 1846 à Charlottenbourg, qui ne fait pas encore partie de Berlin, Albert Geyer, fils de l'enseignant et prédicateur Ludwig Geyer, est le frère du sculpteur Otto Geyer, du conseiller d'études au lycée de Friedrichswerder Paul Geyer et du théologien Ernst Theodor Geyer. À l'âge de 19 ans, il est diplômé du lycée de Friedrichswerder. Une bourse lui permet d'étudier la philosophie et les mathématiques à l'Université Frédéric-Guillaume de Berlin de 1867 à 1869, même s'il aurait préféré étudier l'architecture. Son service militaire en tant que volontaire d'un an en 1866 coïncide avec la guerre austro-prussienne.
En plus de ses études, il travaille comme stagiaire avec Wilhelm Haeger (de) au bureau de construction du nouveau bâtiment de la Reichsbank afin de pouvoir ensuite étudier à l'Académie d'architecture de Berlin. Après avoir participé à la guerre franco-prussienne de 1870/71, il commence ses études à l'Académie, qu'il termine provisoirement en 1874 par l'examen de maître d'œuvre. Son excellent résultat est récompensé par une prime de voyage d'État, qu'il utilise pour un voyage d'études en Suisse, en Belgique, en France et en Empire allemand. Il est ensuite employé par Reinhold Persius (de) pour ses immeubles privés à Potsdam.
En 1880, il réussit l'examen de maître d'œuvre à l'académie du bâtiment et devient membre de la commission de construction du palais. De 1909 jusqu'à sa dissolution le 1er avril 1921, il en est le dernier directeur. Sous sa direction, de vastes conversions et modernisations sont réalisées, souvent basées sur les plans de l'architecte de la cour impériale Ernst von Ihne, par exemple au Palais de la ville de Berlin.
En 1909, il est nommé membre extraordinaire et en 1913 membre à part entière de l'Académie prussienne du génie civil (de).
Avec la fin de la monarchie et la dissolution de la commission de construction du palais, une nouvelle phase de sa vie commence. Il prend sa retraite et commence ses nombreuses années de travail en tant qu'historien de l'architecture, dont sa monographie sur l'histoire du palais de Berlin. De 1922 à 1929, il est président de l'Académie prussienne de génie civil pendant trois mandats.
Il décède le 14 septembre 1938 à l'âge de 92 ans à Berlin et est inhumé au cimetière de Dorotheenstadt-Friedrichswerder.

## Travaux

### Bâtiments et conceptions

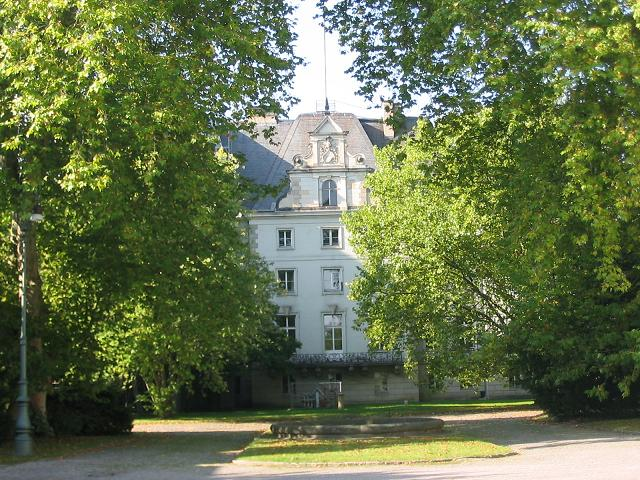
Pavillon de chasse de Glienicke du côté du parc

- 1887/1888 : Conversion du château de Kiel (détruit pendant la Seconde Guerre mondiale)
- 1888/1889 : Extension du mausolée dans le parc du château de Charlottenbourg à Berlin, pour l'empereur Guillaume Ier (mort en 1888) et l'impératrice Augusta (mort en 1890)
- 1889 : Aménagement du pavillon de chasse de Glienicke pour le prince Frédéric-Léopold de Prusse
- 1891-1905 : diverses modifications du palais de la ville de Berlin (en partie d'après un projet d'Ernst von Ihne ; détruit)
- 1899-1900 : projet de transformation et d'agrandissement du château de Sigmaringen par les princes de Hohenzollern[1]
- 1905-1909 : Reconstruction du château de Neustrelitz (de) à Neustrelitz (détruit)
- 1907 : projet de conversion du château de Babelsberg à Potsdam (non exécuté)
- 1910-1913 : Terrasses du Jubilé à la Nouvelle Orangerie de Potsdam

### Écrits
Albert Geyer écrit de nombreuses publications sur les palais de Berlin, 
- Die historischen Wohnräume im Berliner Schloss. Deutscher Kunstverlag, Berlin 1926.
- Geschichte des Schlosses zu Berlin. Band 1, Die kurfürstliche Zeit bis zum Jahre 1698. 1936 / als Reprint: Nicolai, Berlin 1993,  (ISBN 3-87584-480-7).
- Geschichte des Schlosses zu Berlin. Band 2, Vom Königsschloss zum Schloss des Kaisers (1698–1918). 1936. / als Reprint: Nicolai, Berlin 1993,  (ISBN 3-87584-431-9).